# 중앙해양특수구조단
중앙해양특수구조단(中央海洋特殊救助團, Korea Coast Guard Special Rescue Unit)은 대한민국 해양경찰청의 소속기관이다. 2014년 11월 19일 발족하였으며, 부산광역시 영도구 해양로 293에 위치하고 있다. 단장은 총경으로 보한다.

## 직무
- 대형·특수 해양사고의 구조·수중수색 및 현장지휘
- 잠수·구조 기법개발·교육·훈련 및 장비관리 등에 관한 업무
- 인명구조 등 관련 국내외 기관과의 교류 협력
- 중·대형 해양오염사고 발생 시 현장출동·상황파악 및 응급방제조치
- 오염물질에 대한 방제기술 습득 및 훈련

## 연혁
- 2014년 11월 19일: 국민안전처 소속으로 중앙해양특수구조단 설치.[4]
- 2015년 11월 30일: 소속기관으로 서해·동해해양특수구조대 설치.[5]
- 2017년 7월 26일: 해양경찰청 소속으로 변경.[6]

## 관할 구역
- 남해지방해양경찰청의 관할구역
- 제주지방해양경찰청의 관할구역

## 소속 기관
구조대장은 경정으로 보한다.
| 명칭               | 사진 | 주소                                  | 관할구역                           |
| ------------------ | ---- | ------------------------------------- | ---------------------------------- |
| 서해해양특수구조대 |      | 전라남도 목포시 고하대로597번길 99-20 | 서해·중부지방해양경찰청의 관할구역 |
| 동해해양특수구조대 |      | 강원도 동해시 임항로 130              | 동해지방해양경찰청의 관할구역      |

## 논란
2017년까지 사고 해역에 1시간 이내에 출동한다는 목포를 세우고 5개의 구조대를 지역별로 설치하겠다는 계획을 세웠으나, 실상 자체 훈련장이 없고, 임시청사가 헬기 주기장과 멀어 출동 시간이 오래 걸린다는 논란이 있다. 또한 기존의 해경 특수구조단에 비해 인력만 증원되었을 뿐 업무가 크게 다르지 않고, 그나마도 실제 인명구조를 수행하는 인원은 그의 절반 정도에 불과하다는 지적도 있으며, 전국의 해경구조대를 특수구조단과 동일한 능력을 갖추도록 훈련하는 것이 더욱 효과적이라는 지적 또한 존재한다.